# كأس قطر 2014
كأس قطر 2014 هو النسخة الأولى من كأس قطر بمسماه الجديد، أقيمت ابتداء من يوم 19 أبريل 2014 وحتى 26 أبريل وفاز بها نادي الجيش بعد تغلبه في النهائي على نادي لخويا بركلات الترجيح 2014

## المباريات

### نصف النهائي
| الجيش          | 0-1 | السد |
| -------------- | --- | ---- |
| جو سيول كي 15' |     |      |

| لخويا                            | 2-2 | السيلية                             |
| -------------------------------- | --- | ----------------------------------- |
| نام تاي هي 1' · يوسف المساكني 3' |     | مجدي صديق 45' · محمد صلاح النيل 90' |

### النهائي
| الجيش           | 1-1 | لخويا             |
| --------------- | --- | ----------------- |
| كيمبو اكوكو 45' |     | فلاديمير فايس 36' |